# Кыновское сельское поселение
Кы́новское сельское поселение — упразднённое сельское поселение в Лысьвенском муниципальном районе Пермского края.

## История
Законом Пермского края от 1 декабря 2011 года № 865-ПК, Лысьвенское городское поселение, Кормовищенское, Кыновское и Новорождественское сельские поселения преобразованы в Лысьвенский городской округ.

## Органы власти
Глава Кыновского сельского поселения — Ёлохов Андрей Николаевич, Совет депутатов в составе 9 человек.

## Население
В состав поселения входили 11 населённых пунктов. На территории поселения на 1 января 2010 года проживало 4276 человек.
| Населённые пункты                    | Количество населения | Количество дворов | Расстояние до центра поселения, км |
| ------------------------------------ | -------------------- | ----------------- | ---------------------------------- |
| посёлок Кын (административный центр) | 2180                 | 904               | 18                                 |
| поселок Мишариха                     | 180                  | 71                | 3                                  |
| деревня Кержаковка                   | 10                   | 6                 | 29                                 |
| посёлок Рассоленки                   | 834                  | 279               | 39                                 |
| деревня Симоново                     | 67                   | 21                | 41                                 |
| деревня Новый Бизь                   | 24                   | 9                 | 45                                 |
| деревня Большой Бизь                 | 34                   | 13                | 39                                 |
| деревня Талька                       | 7                    | 3                 | 23                                 |
| посёлок Кумыш                        | 435                  | 164               | 23                                 |
| деревня Большой Кумыш                | 4                    | 5                 | 15                                 |
| село Кын                             | 805                  | 378               | 0                                  |

## Экономика
На территории поселения работают: ОАО «Кыновский ЛПХ» (пос. Кормовище, Рассоленко, Кумыш), ООО «Леспром» (с. Кын), участок Чусовских электросетей, участок СУВХ, сельскохозяйственное предприятие ООО СПА Восход и 4 фермерских хозяйства.